# Ridge Racer 2
Ridge Racer 2 est un jeu vidéo de course édité et développé par Namco en 1993 pour la borne d'arcade System 22. C'est le deuxième volet de la série Ridge Racer.

## Système de jeu
Contrairement à son prédécesseur, Ridge Racer 2 propose un mode multijoueurs, pouvant aller jusqu'à 8 joueurs. Le jeu propose également une bande-son remixée et de disputer les courses de jour ou de nuit.